# Krwawa wróżba
Krwawa wróżba (ang. The Tooth Fairy) – amerykański horror z 2006 roku w reżyserii Chucka Bowmana. Wyprodukowany przez Anchor Bay Entertainment.
Premiera filmu miała miejsce 8 sierpnia 2006 roku w Stanach Zjednoczonych.

## Opis fabuły
Dwunastoletnia Pamela (Nicole Muñoz) spędza wakacje z matką i jej nowym partnerem. Ich apartament sąsiaduje z lokalem, w którym mieszka tajemnicza dziewczynka. Dzieci szybko się zaprzyjaźniają. Wkrótce nowa koleżanka opowiada Pameli mroczną historię, która wydarzyła się w miasteczku wiele lat temu.

## Obsada
Źródło: Filmweb
- Nicole Muñoz jako Pamela Wagner
- Chandra West jako Darcy Wagner
- Jianna Ballard jako Emma Ange
- Steve Bacic jako Cole
- Lochlyn Munro jako Peter Campbell
- Jesse Hutch jako Bobby Boulet
- P.J. Soles jako pani MacDonald
- Peter Wong jako zębowa wróżka
- Sonya Salomaa jako Cherise
- Karin Konoval jako Elizabeth Craven
- Ben Cotton jako Henry
- Sam Laird jako Austin Carter
- Carrie Fleming jako Star Roberts
- Peter New jako Chuck
- Madison J. Loos jako Donnie Carter
- Brent Chapman jako Claude

i inni